# Финал Кубка СССР по футболу 1950
Финал Кубка СССР по футболу 1950 года состоялся 6 ноября. Московский «Спартак» переиграл московское «Динамо» со счётом 3:0 и стал обладателем Кубка СССР.

## Путь к финалу
| Спартак (Москва)      | Спартак (Москва) | Спартак (Москва) | Этап       | Динамо (Москва)         | Динамо (Москва) | Динамо (Москва)    |
| --------------------- | ---------------- | ---------------- | ---------- | ----------------------- | --------------- | ------------------ |
| Соперник              | Место            | Счёт             |            | Соперник                | Место           | Счёт               |
| Буревестник (Кишинёв) | Дома             | 7:0              | 1/8 финала | Динамо (Ереван)         | Дома            | 7:0                |
| Зенит (Ленинград)     | Дома             | 3:1              | 1/4 финала | Локомотив (Москва)      | Дома            | 1:1 (доп. вр. 2:1) |
| ЦДКА                  | Дома             | 4:0              | 1/2 финала | Крылья Советов (Самара) | Дома            | 7:0                |

## Ход финального матча
Московские «Спартак» и «Динамо» впервые встречались между собой в финале Кубка СССР по футболу, хотя с 1938 года лишь в финале 1944 года не было одной из этих команд. А на других стадиях «Спартак» и «Динамо» ранее сошлись лишь однажды: в 1/2 финала Кубка СССР 1949 года (первая игра закончилась ничьей 2:2, вторая — победой «Динамо» 2:1).
Матч проходил при плохой для футбола погоде: туман, холодный ветер мелкий моросящий дождь и низкая температура. Однако на залитом поле команды смогли продемонстрировать интересную зрителям игру. Начало матча осталось за футболистами «Спартака», у которых регулярно возникали моменты у ворот «Динамо». Невыразительно выглядели динамовская оборона, в которую после долгого перерыва вернулся центральный защитник Владимир Зябликов. Счёт был открыт на 35-й минуте, когда при розыгрыше углового удара в прыжке головой забил полузащитник «Спартака» Олег Тимаков. Далее «Динамо» организовало ряд атак, но в одной из ответных вновь забили красно-белые. На 40-й минуте отличился Виктор Терентьев, получивший мяч от Никиты Симоняна, переигравшего защитника Зябликова.
Во втором тайме «Спартак» довёл счёт до разгромного: на 55-й минуте со штрафного забил нападающий Николай Дементьев. Московский «Спартак» в пятый раз стал обладателем Кубка СССР по футболу.

## Финал
| Спартак (Москва)                               | 3:0   | Динамо (Москва) |
| ---------------------------------------------- | ----- | --------------- |
| Тимаков 35′ · Терентьев 40′ · Н. Дементьев 66′ | Отчёт |                 |

| СПАРТАК:        |  |                   |
|                 |  |                   |
| Вр              |  | Юрий Костиков     |
| Зщ              |  | Анатолий Сеглин   |
| Зщ              |  | Василий Соколов   |
| Зщ              |  | Юрий Седов        |
| ПЗ              |  | Олег Тимаков      |
| ПЗ              |  | Игорь Нетто       |
| Нап             |  | Алексей Парамонов |
| Нап             |  | Виктор Терентьев  |
| Нап             |  | Никита Симонян    |
| Нап             |  | Николай Дементьев |
| Нап             |  | Александр Рысцов  |
| Главный тренер: |  |                   |
| Абрам Дангулов  |  |                   |

| ДИНАМО:         |  |                   |
|                 |  |                   |
| Вр              |  | Вальтер Саная     |
| Зщ              |  | Александр Петров  |
| Зщ              |  | Владимир Зябликов |
| Зщ              |  | Александр Соколов |
| ПЗ              |  | Всеволод Блинков  |
| ПЗ              |  | Владимир Савдунин |
| ПЗ              |  | Василий Трофимов  |
| Нап             |  | Иван Конов        |
| Нап             |  | Константин Бесков |
| Нап             |  | Сергей Сальников  |
| Нап             |  | Сергей Соловьёв   |
| Главный тренер: |  |                   |
| Виктор Дубинин  |  |                   |